# Nuussuaq (Avannaata)
Pour les articles homonymes, voir Nuussuaq.
Nuussuaq (Nûgssuaĸ avant 1973, anciennement Kraulshavn en danois) est un village groenlandais, situé dans la municipalité d'Avannaata. La population était de 176 habitants en 2024.

## Géographie
Le village se situe au sud-ouest la péninsule de Nuussuaq à environ 150 km au nord d'Upernavik. 